# 시릴 페이건
시릴 페이건(Cyril Fagan, 1896년 5월 22일 아일랜드 더블린 ~ 1970년 1월 5일 미국 애리조나주 투손)은 서양에서 항성황도대 점성술의 역사적 사용을 주장했던 점성가이며, 회귀황도대 점성술과는 별개의 분야로 그것을 정립했다.

## 저서
그의 저서들은 다음이 포함된다.:
- Astrological Origins, Zodiacs Old and New →점성술의 기원, 황도대의 옛것과 새것
- The Fixed Zodiac Ephemeris →고정된 황도대의 천체력
- A Primer of the Sidereal Zodiac →항성황도대의 입문서